# Laura Gotti
Laura Gotti (Iseo, 14 giugno 1991) è una maratoneta e ultramaratoneta italiana.
Ha rappresentato l'Italia nella maratona agli Europei di Berlino 2018, vincendo nell'occasione la medaglia d'argento nella classifica a squadre della Coppa Europa di specialità.

## Biografia
Come diverse volte accade, anche lei ha iniziato a praticare per caso l'atletica nel 2012 su consiglio di una cliente del suo negozio da parrucchiera in cui lavora; era il 2013 (all’età di 22 anni nella categoria Promesse), anno della sua prima stagione da tesserata FIDAL, quando ha cominciato a gareggiare con la società Runners Capriolese di Capriolo con cui gareggia tuttora.
Il 22 novembre del 2013 ha disputato a Lovere per la prima volta una maratona (classe B) chiudendo la III Maratona dell’Acqua col tempo di 3:22’31.
Il 23 settembre del 2016 è giunta al terzo posto in 15:15’34 negli 80 km della III Adamello Ultra Trail a Vezza d'Oglio.
Il 26 febbraio del 2017 ha vinto la gara sui 50 km della IV Terre di Siena Ultramathon a Siena battendo col tempo di 3:44’39 sia gli uomini che il record femminile della gara.
Il 25 aprile vincendo a Castel Bolognese il titolo italiano assoluto nei 50 km di corsa su strada col tempo di 3:24’10 ha realizzato il nuovo record nazionale (precedente primato di 3:27’00 corso il 17 dicembre del 1974 da Margherita Gargano)
Il 27 maggio affronta la VL 100 km del Passatore da Firenze a Faenza conclude in seconda posizione col crono di 7:47’18.
L’8 aprile del 2018 giunge settima alla XVIII Milano Marathon col nuovo primato personale di 2:33’22 e la sua prestazione viene premiata dalla direzione tecnica della FederAtletica con la convocazione per gli Europei in Germania a Berlino.
Il 6 maggio giunge terza in 1:16’16 alla XXIII Placentia Half marathon for UNICEF, riscrivendo il personale nella mezza maratona.
Il 12 agosto esordisce con una maglia azzurra, quella della Nazionale assoluta disputando la maratona in occasione della rassegna continentale in terra tedesca: assente per infortunio la carabiniera Giovanna Epis, Laura Gotti ha gareggiato insieme ad altre due come lei atlete non professioniste e non tesserate per un gruppo sportivo militare (la pediatra Catherine Bertone e la triatleta Sara Dossena) e con la soldatessa Fatna Maraoui, finendo la prova individuale al quarantaseiesimo posto e vincendo la medaglia d’argento nella classifica a squadre della Coppa Europa di specialità.
Nello specifico della maratona (classe A), dal novembre del 2015 all’aprile del 2018 ha sempre migliorato il personale sulla distanza 42,195 km nell’arco di 8 gare (miglioramento di 1:44’44): dal 4:18’06 nella Verona Marathon (15 novembre 2015) sino al 2:33’22 nella Milano Marathon (8 aprile 2018), passando per il 2:39’34 nella Maratona di Chicago (8 ottobre 2017).
Nel 2018 (stagione in corso) è quinta nelle liste italiane stagionali della maratona col tempo di 2:33’22, dietro la leader Sara Dossena (2:27’53), Giovanna Epis (2:29’41), Catherine Bertone (2:30’06) e Fatna Maraoui (2:33’16); nella stagione 2017, sempre nella maratona in ambito nazionale, aveva chiuso all’ottavo posto nelle liste italiane stagionali col crono di 2:38’22.
Ora viene allenata da Luigi Ferraris, dopo essere stata seguita da Roberta Colombi.

## Record nazionali

### Seniores
- 50 km: 3h24'10" ( Castel Bolognese, 25 aprile 2017)[5]

## Progressione

### Mezza maratona
| Stagione | Tempo    | Luogo    | Data      |
| -------- | -------- | -------- | --------- |
| 2018     | 1h16'16" | Piacenza | 6-5-2018  |
| 2014     | 1h39'37" | Verona   | 16-2-2014 |
| 2013     | 1h33'57" | Verona   | 17-2-2013 |

### Maratona
| Stagione | Tempo    | Luogo         | Data       |
| -------- | -------- | ------------- | ---------- |
| 2018     | 2h33'22" | Milano        | 8-4-2018   |
| 2017     | 2h38'22" | Reggio Emilia | 10-12-2017 |
| 2016     | 3h01'29" | Firenze       | 27-11-2016 |
| 2015     | 4h18'06" | Verona        | 15-11-2015 |
| 2013     | 3h22'31" | Lovere        | 22-11-2013 |

## Palmarès
| Anno | Manifestazione | Sede    | Evento   | Risultato | Prestazione | Note  |
| ---- | -------------- | ------- | -------- | --------- | ----------- | ----- |
| 2018 | Europei        | Berlino | Maratona | 46ª       | 3h34'13"    | [ 9 ] |

## Campionati nazionali
- 1  volta campionessa assoluta nei 50 km (2017)

2014
- 145ª al Campionato italiano di mezza maratona (Verona), mezza maratona - 1h39'37" [10]

2017
- Oro al Campionato italiano dei 50 km (Castel Bolognese), 50 km - 3h24'10"[5]

## Altre competizioni internazionali
2013
- 6ª nella Maratona dell'Acqua ( Lovere), maratona - 3h22'31" [2]

2015
- 233ª nella Verona Marathon ( Verona), maratona - 4h12'11"[11]

2016
- Bronzo nella Maratona di Brescia ( Brescia), maratona - 3h06'50"[12]
- Bronzo nella Adamello Ultra Trail ( Vezza d'Oglio), 80 km - 15h15'34"[3]
- 15ª nella Maratona di Firenze ( Firenze), maratona - 3:01’29 [13]

2017
- Bronzo nella Maratona di Brescia ( Brescia), maratona - 2h54'51"[14]
- Oro nella Terre di Siena Ultramarathon ( Siena), 50 km - 3h44'39"[4]
- Oro nella 50 km di Romagna ( Castel Bolognese), 50 km - 3h24'10"[5]
- Argento nella 100 km del Passatore ( Faenza), 100 km - 7h47'18"[6]
- 19ª nella Maratona di Chicago ( Chicago), maratona - 2:39’34[15]
- Argento nella Maratona di Reggio Emilia ( Reggio Emilia), maratona - 2h38'22" [16]

2018
- 7ª nella Milano Marathon ( Milano), maratona - 2h33'22" [7]
- Bronzo alla Maratona di Brescia ( Brescia) - 2h47'09"
- Bronzo nella Placentia Half marathon for UNICEF ( Piacenza), mezza maratona - 1h16'16" [8]
- Argento nella Coppa Europa di maratona ( Berlino) - 7h32'46"[9]